# Folikulitis
Folikulitis je bakterijska okužba lasnega mešička v koži. Okužba je lahko bolj površinska (ostiofolikulitis) ali pa zajema globlji del mešička (folikulitis simplex).

## Simptomi in znaki
Ostiofolikulitis se kaže kot majhen (2-3mm), z rumenkasto zelenim gnojem napolnjen mehurček na površini kože, iz katerega štrli dlaka.  Dlaka se z lahkoto odstrani ali pa izpade sama.  Spremembe se lahko pojavijo posamezno ali v skupinah. Posamezni mehurčki se ne večajo in združujejo, v nekaj dnevih počijo in se zacelijo brez brazgotin. Izbruh ostiofolikulitisa pospešujejo močno potenje, diabetes ter neprimerna uporaba obkladkov. Pogosta mesta, kjer se pojavljajo so zadnjica in udi, pri otrocih pa tudi lasišče. Bolniki največkrat občutijo blago bolečino, draženje ali pekoč občutek.
Če povzročitelj (S. aureus) vdre v globlje dele lasnega mešička (pogosto zaradi praskanja), govorimo o folikulitisu. Začetna sprememba je podobna ostiofolikulitisu in je na enakih mestih, kasneje pa so mehurčki malo večji, številni in prizadenejo različno velika področja kože. Ko se zazdravijo, za njimi še nekaj časa ostane rdečkasto modrikasta sprememba, ki pa sčasoma izgine. Bolnik občuti rahlo srbenje, včasih pa se pojavita tudi zvišana telesna temperatura ali povečane regionalne bezgavke.
Folikulitis brade je razširjene oblike bolezni in se pojavlja pri odraslih moških. Okužba je v globljem delu lasnih mešičkov dlak na bradi.  Pojavljajo se gosti gnojni mehurčki, sredi katerih je dlaka, ki se z lahkoto izpuli.  Ker se okužba širi na sosednje lasne mešičke je dolgotrajna, po ozdravljenju pa lahko ostanejo brazgotine.
Vraščanje dlak v kožo lahko povzroči kronično, a blago draženje in vnetje, ki lahko spominja na bakterijsko okužbo.

## Vzrok
Folikulitis običajno povzroča Staphylococcus aureus, občasno pa je lahko povzročitelj tudi Pseudomonas aeruginosa ali kakšen drug mikroorganizem. Okužbo s P. aeruginosa imenujemo tudi folikulitis vročih kopeli in nastane zaradi neprimernega razkuževanja vode s klorom ali bromom.

## Zdravljenje
Ker je najpogostejši vzrok folikulitisa S. aureus, se za zdravljenje daje klindamicin v gelu. Alternativno lahko uporabimo benzoil peroksid za umivanje. Gnojne mehurčke se lahko tudi odpre in odstrani kraste. Če je prizadet večji del kože, se da sistemske (oralne) antibiotike (cefalosporine). Pri folikulitisu brade je britje za nekaj časa odsvetovano, po končanem zdravljenju pa se svetuje redno britje, uporaba antiseptikov in čiščenje pribora za britje.
Če zgoraj omenjeno zdravljenej ne pomaga, ali če se folikulitis ponavlja, damo vsebino mehurčka na mikrobiološki pregled, da izključimo (ali potrdimo) okužbo z na meticilin odpornim stafilokokom aureusom (MRSA). Pomisliti moramo tudi na okužbo z glivicami in jo izključiti ali dokazati.
Okužbo z MRSO zdravimo z dvema vrstama antibiotikov, glede na mikrobiološke rezultate o občutljivosti na antibiotike.
Folikulitis vročih kopeli se pozdravi sam od sebe. Vsekakor pa je potrebno pravilno kloriranje vode, da se prepreči ponovitve in okužbe drugih ljudi.